# Дромлевичова, Зофья
Зофья Дромлевичова (пол. Zofia Dromlewiczowa; 2 сентября 1899, Варшава — 19 августа 1938, там же) — польская писательница, сценарист и переводчик, режиссёр. Автор произведений для детей и молодёжи.
Первая в Польше женщина-режиссёр короткометражного кино.

## Биография
Родилась в еврейской семье. Окончила женскую гимназию. С 1925 работала в польском Доме кино. В течение многих лет сотрудничала с разными журналами Варшавы, писала статьи о кино.
С 1934 организовала своё киноателье. Была членом Ассоциации продюсеров короткометражных фильмов.
Автор многих книг для детей и юношества и киносценариев («Медовый месяц с препятствиями» (1924) и «Пуща» (1932)).
Занималась переводами с русского языка, перевела на польский значительную часть произведений Лидии Чарской.

## Избранная библиография
- 1927: Spadek którego nie było
- 1927: Trzydniowy kochanek
- 1927: Listy anonimowe. Proces de la Roncière
- 1929: Parada miłości
- 1929: Pod banderą miłości
- 1929: Grzechy ojców
- 1930: Pod dachami Paryża
- 1930: Kobiety nie do małżeństwa
- 1930: Skrzydlata polska
- 1931: Dziewczynka z Luna Parku
- 1931: Chłopiec z ulicy
- 1932: Siostra lotnika
- 1933: Dwaj chłopcy z filmu
- 1933: Chcę kochać złodzieja
- 1933: Jaś i Zuzia
- 1933: Przygoda
- 1934: Nad polskiem morzem
- 1934: Chcę zostać lotnikiem
- 1934: Pięciu braci
- 1934: Przygody Tadzia
- 1935: Najpiękniejsza lalka
- 1935: Przygody Aneczki
- 1935: Rycerze przestworzy
- 1935: Zabawa w fanty
- 1937: Dziesięć ciekawych powiastek